# Annai
Annai é uma pequena cidade na Guiana Essquiba, na região do Alto Tacutu–Alto Essequibo, a 99 km de Lethem, a capital regional. As cidades são ligadas pela Rupununi Road, que leva até à capital do país, Georgetown. 
Annai fica a pouco mais de 100 km da cidade fronteiriça brasileira de Bonfim (Roraima).

## População
Grande parte da população da vila são membros do povo indígena Macuxi. Possui como atração turística o parque de Rock View Lodge, um antigo rancho construído nos anos 1950.